# Valentina Stenina
Valentina Sergejevna Stenina (ryska: Валентитна Сергеевна Стенина), född 29 december 1934 i Babrujsk, är en före detta skridskoåkare som tävlade för Sovjetunionen.
Stenina blev olympisk silvermedaljör på 3 000 meter vid vinterspelen 1960 i Squaw Valley.